# 醤油
- 醤油
- 醬油

醤油または醬油（しょうゆ）は、主に穀物を原料とし、醸造技術により発酵させて製造する液体調味料。中国で古くから使われてきた調味料の醤（ひしお）を起源とする、東アジアの料理における基本的な調味料の一つである。

## 概要
大豆・小麦・トウモロコシ・砂糖・グルコース・塩を原料とし、麹菌・乳酸菌・出芽酵母による複雑な発酵過程を経て生成される。その過程でアルコールやバニリン等の香気成分による香り、大豆由来のアミノ酸によるうまみ、同じく大豆由来のメチオノールによる消臭作用と、乳酸・酢酸などの酸味、小麦由来の糖による甘みを生じる。なお、赤褐色の色調は、主にメイラード反応によるものである。
日本料理の調理の根幹を担う調味料であり、そのままかけて使う方法の他に、煮物の味付けや汁物やタレのベースにもなる。天ぷら・江戸前寿司・蕎麦などにも利用される、日本の食文化の基本となっている調味料である。一般家庭および飲食店でも醤油差しに入れられて食卓に出される。料理にかけたり少量を小皿に注ぎ・浸す、「つけ・かけ」用途に用いられる。製菓材料としては、煎餅など塩味の菓子のみならず、甘い菓子にも用いられる。主要な産地は千葉県・兵庫県で、全国的には濃口醤油が一般的である。その他の地域でも関西の薄口醤油や九州の甘口な九州醤油など地域の食文化に合わせた醤油が生産されている。醤油の多様性は幅広く、狭い地域限定のマイナーなものまで含めれば様々な種類の醤油が作られている。単なる伝統製法に留まらず、醤油を巡る技術革新は継続しており、21世紀に入ってからは、透明醤油という料理の色を変えない醤油も販売されている。

## 名称
日本における初出には諸説あるが、15世紀ごろから用例が現れる。文明6年（1474年）成立の古辞書『文明本節用集』（ぶんめいぼんせつようしゅう）に、「漿醤」に「シヤウユ」と読み仮名が振られている。「醤油」の表記は上記「漿醤」から約100年後の『多聞院日記』永禄11年（1568年）10月25日の条に登場する。しかし『鹿苑日録』天文5年（1536年）6月27日条には「漿油」と表記されており、「シヤウユ」の漢字表記はこちらの方が古い可能性が高い。また、初期には「醤油」の「油」を漢音読みして「シヤウユウ」と発音されることもあった。
醤の当て字に正を用いて正油と書く事がある。
調味料を料理に用いる順番を表す語呂合わせの「さしすせそ」では、「せ」にあたり、「せうゆ」と表記されるが、歴史的仮名遣では「しやうゆ」と書くのが正しい。ただし「せうゆ」という仮名遣も、いわゆる許容仮名遣として広く行われていた。
したじという別名もあり、これは吸い物の下地の意から取られている。むらさきという別名の語源は諸説あるが、高価な調味料だった醤油が、高貴なものの象徴である紫色に近かったことからとも、江戸時代に筑波山麓で多産され、筑波山の雅称が紫峰（しほう）であったことからとも言われる。

## 歴史

### 起源
日本の醤油のルーツは諸説ある。文献上記録されている最古のルーツは中国の「醤」とされる。

### 中国大陸の醤
古代中国大陸の醤（ひしお・ジャン）をルーツとする説 で、「醤」は広義に「食品の塩漬け」のことを指す。醤についての最初の文献は、周王朝初期の古書『周礼』とされており、獣・鳥・魚などの肉を原料とした塩辛の類の肉醤（ししびしお）、魚醤（うおびしお）だった。
穀醤（こくびしお）がはじめてあらわれるのは、湖南省から出土した紀元前2世紀（前漢時代）とされる。そして紀元1世紀（後漢時代）『論衡』に豆醤の記述が、さらに6世紀中頃（南北朝時代）に執筆された農書『斉民要術』に、蒸した豆と麹、食塩を発酵させて醤を仕込む方法が記載されている。
日本では「醤の類い」（果物・野菜・海草などを材料とした草醤、魚による魚醤、穀物による穀醤の3種）が縄文時代から弥生時代にあったとされているが、文献には残されておらず、本格的に醤が作られるようになったのは、中国大陸からの「唐醤」（からびしお）や、朝鮮半島からの「高麗醤」（こまびしお）の製法が伝えられた、大和朝廷時代頃だった。
文献上で日本の「醤」の歴史をたどると、701年（大宝元年）の『大宝律令』には、醤を扱う「主醤」という官職名が見える。また923年（延長元年）公布の『延喜式』には大豆3石から醤1石5斗が得られることが記されており、この時代、京都には醤を製造・販売する者がいたことが分かっている。また『和名類聚抄』では、「醢」の項目にて「肉比志保」「之々比之保」（ししひしほ）についてふれており、「醤」の項目では豆を使って作る「豆醢」についても解説している。
「多聞院日記」の1576年の記事では固形分と液汁分が未分離な唐味噌から液を搾り出し唐味噌汁としていたとあり、これが現代で言う醤油に相当すると考えられている。

### たまり
文献上に「たまり」が初出したのは1603年（慶長8年）に刊行された『日葡辞書』で、同書には「Tamari. Miso（味噌）から取る、非常においしい液体で、食物の調理に用いられるもの」との記述がある。また「醤油」の別名とされている「スタテ（簀立）」の記述が同書に存在し、1548年（天文17年）成立の古辞書『運歩色葉集』にも「簀立 スタテ 味噌汁立簀取之也」と記されている。
発祥・起源については現在の和歌山県で生まれたという説がある。伝承によれば鎌倉時代の13世紀頃、南宋鎮江（現中国江蘇省鎮江市）の金山寺で作られていた、刻んだ野菜を味噌につけ込む金山寺味噌の製法を、紀州由良（現在の和歌山県日高郡）の由良興国寺の開祖・心地覚心（法燈円明国師、1207年 - 1298年）が日本に伝え、湯浅周辺で金山寺味噌作りが広まった。覚心が南宋で覚えた径山寺味噌（金山寺味噌）の製法を紀州湯浅の村民に教えている時に、仕込みを間違えて偶然出来上がったものが、今の「たまり醤油」に似た醤油の原型で、この味噌の溜（たまり）を調味料としたものとされる。
このほか、斉民要術発祥を由来とする説がある。たまり醤油の歴史は中国大陸においては後漢代にまで遡る。特に500年代に記された『斉民要術』には現代の日本の味噌に似た豆醤の製造法と、その上澄み液から作る黒くて美味い液体「清醤」の製造法が詳細に記述されており、その製造法や用途から清醤が現代のたまり醤油の原型であると理解されている。たまり醤油が中国で普及していった過程において、その製造法が日本にも伝来したとする説である。

### たまり醤油から本格醤油へ
文献に登場しはじめた時代のたまり醤油は、原料となる豆を水に浸してその後蒸煮し、味噌玉原料に麹が自然着生（自然種付）してできる食用味噌の製造過程で出る上澄み液（たまり）を汲み上げて液体調味料としたもの。発酵はアルコール発酵を伴わない。また納豆菌など他の菌の影響を受けやすく、澄んだ液体を採取することは難しかった。この製法によるたまり醤油は16世紀を描いた国内の文献に多く現れ、17世紀に江戸幕府が開かれると、人口の増加に伴い上方のたまり醤油が、清酒や油などとともに次々と江戸へ輸送されていった。
下り醤油、関西醤油
江戸時代初期の醤油生産は主に関西であった。そのため、上方（関西）から江戸へ下った下りものの下り醤油は菱垣廻船や樽廻船などで大量に運び込まれた。また、江戸周辺で作られたものは、下級品であり下らないもの（くだらないもの）とされたが、18世紀頃になると江戸周辺で江戸民の口に合った地廻り醤油（濃口醤油）の生産が上回るようになり他藩でも生産された。
木桶で職人がつくる、現代につながる本格醤油は、酒蔵の装備を利用し酒造りとともに発展したため、麹は蒸した原料にコウジカビを職人が付着させ、原料の表面に麹菌を増殖させる散麹（ばらこうじ）手法をとる。麹は採取し、保存しておいて次の麹の種にする友種（ともだね）という採取法も取られている。発酵はアルコール発酵を伴う。コウジカビを用いたこのタイプは、17世紀末に竜野醤油の草分けの円尾家の帳簿に製法とともに「すみ醤油」という名前で現れている。18世紀になると、大量生産の時代に入っていく。

### 17世紀の日本国外輸出
安土桃山時代から江戸時代になると、泉州堺産の物が名産として、全国に流通するようになる。この堺産醤油の日本国外への輸出は1647年（正保4年）に出島のオランダ東インド会社によって開始された。「ヤパンシュソーイ」という名前で輸出されたという。この当時は樽詰めされた物が一般的だった。最初は東アジアへ、18世紀には欧州へ輸出された。伝承によればルイ14世の宮廷料理でも使われたという。当時の記録によると腐敗防止のために、一旦沸騰させて陶器に詰めて歴青で密封したという。用いられたのは「コンプラ瓶」と呼ばれた波佐見焼であり、多数が現存する。なお、「コンプラ瓶」が使用され始めたのは、1790年（寛政2年）からである。ロシアの文豪トルストイは書斎の一輪挿しにしていた。
日本産醤油の存在はヨーロッパに流入する以前から、ケンペルの『珍奇な楽しみ』やダンピアの『続世界一周旅行』などの旅行記によって知識として紹介されていた。ツンベルクは「日本の物は中国の物より遥かに上質である」と記している。醤油が流入しはじめた18世紀中葉以降にはディドロの『百科全書』などの辞書や事典に醤油の項目が登場するが、当時の多くの書籍で醤油はローストビーフの肉汁から作られると解説されており、その誤解は20世紀に至るまで残り続けた。

### 濃口醤油・淡口醤油の登場

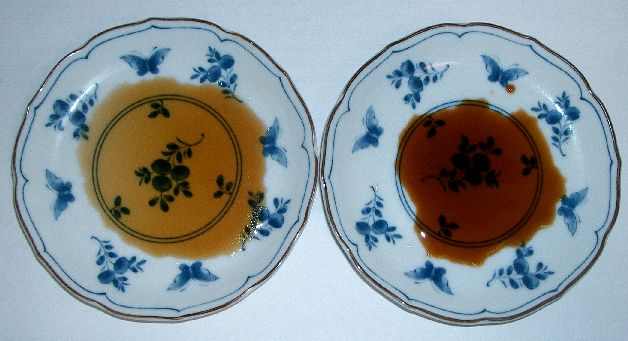
うすくち醤油（左）、こいくち醤油（右）

「濃口醤油」と「淡口醤油」の違いは、色や香りの違いである。
江戸時代初期までは、日本での主流は色の濃いたまり醤油であり、主な産地は上記の湯浅に代表される近畿と讃岐（引田、小豆島）であった。しかし、たまり醤油は生産量が需要に追いつかなかった。
1640年代頃、寛永年間、巨大な人口を抱えて一大消費地となっていた 江戸近辺において、上方（関西の大阪近辺）から輸送される薄口の下り醤油は高級品として扱われていたため、関東で作る安価な「関東地廻り醤油」（現在の濃口醤油）が考案された。江戸は、材料となる行徳の塩、関東平野の穀物生産地、それを運ぶための水運など立地に恵まれており、特に下総国の野田と銚子が生産地として大きく発展し、今日に至る。
「うすくち醤油」は、1666年（寛文6年）に揖保郡龍野（現在の兵庫県たつの市）で円尾孫兵衛が醤油もろみに米を糖化させたものを混ぜることにより色の薄い醤油を創り出したのが最初と言われている。元々は龍野でのみ消費されていたが、18世紀半ばに京都への出荷が本格化した。
1781年（天明元年）には、玖珂郡柳井津（現在の山口県柳井市）の高田伝兵衛によって「甘露醤油」（「再仕込み醤油」「さしみ醤油」）が開発されている。

### 明治以降、第二次世界大戦前までの醤油
幕末の1864年（元治元年）、物価高に悩んだ幕府が市場に値下げ令を発した際、商品の品質保持を理由に野田と銚子の7銘柄は「最上醤油」の名称で従来価格で販売する許可を得た。
明治時代初期には醤油産業自体、手工業的要素が強かったが、1882年（明治15年）以降、科学的な手法の研究が進み、醸造技術や企業形態の近代化が徐々に進んでいった。
生活必需品である事に目をつけた明治政府は「醤油税」を創設し、大正時代末期まで続いた。
明治時代の市販品は、まだまだ贅沢な調味料であり、一般家庭では依然として味噌由来のたまりなどが使われていた。富山県の農村（上市町）の例では、庶民は正月や祭礼時に1合 - 2合買う程度であり、村の店では醸造元から仕入れた3升の醤油を何か月もかけねば売れなかった。使用量の増加は大正時代に入ってから、一般家庭が一升買いをするようになったのは、昭和時代初期になってからだという。
第一次世界大戦による好況の影響で、1918年（大正7年）頃には設備の近代化に拍車をかけ、企業の合同も行われたことなどから、近代的な大量生産体制に移行していった。最盛期である大正初期には、約12000の工場が存在した。

### 混合醤油（アミノ酸液混合醤油）・代用醤油（アミノ酸醤油）
醸造醤油に、タンパク質原料を濃塩酸で加水分解ののち中和・濾過精製して作ったアミノ酸液を混合した「アミノ酸液混合醤油」は1930年頃、関西で始まった。
醤油には大豆、伝統的には丸大豆が使用されていたが、太平洋戦争を契機に原料の有効利用の観点から、大豆油を採取した残りの脱脂大豆が原料に使われるようになった。大豆の油脂成分は本質的に醤油製造に不可欠なものはではなく、醪（もろみ）の圧搾後副生物として油分が分離されるが食用にはならないからである。
第二次世界大戦前後には、深刻化した食糧難に伴い、主原料の大豆が確保出来ずに製造自体が危機的状況に陥り、質の向上より量の確保が先決であったため、本醸造製法の醤油は僅かな量しか作られず、アミノ酸液で醤油を増量したアミノ酸液混合醤油や、アミノ酸液に甘味料やカラメル色素など化学調味料を加え、香り付け程度に醤油または醤油粕の絞り汁を混合しただけの「アミノ酸醤油」も市場に出回るようになった。しかしアミノ酸醤油は醤油の香りはほとんどせず、むしろ酸によるアミノ酸加水分解時に副生する含硫アミノ酸由来の特有な鼻をつく異臭があった。
1940年（昭和15年）に醤油は味噌とともに統制物資の対象となり、1942年（昭和17年）2月1日からは配給規制を受けた。配給にあたり全国の醤油製造会社で製造された醤油は、1941年に設立された全国醤油統制会社、日本アミノ酸統制会社が一元的に買い上げた後、地方統制会社を通じて配給された。
この時期、まだ丸大豆に比べ脱脂加工大豆では色が淡い醤油は作れずにいた。龍野では戦時下の統制で配給が途切れ、出荷量を年々減らし、1944年（昭和19年）には淡口醤油の製造が止まった。

### 醸造醤油のピンチ、混合醸造醤油の発明と全国普及
終戦後、1948年、GHQは脱脂加工大豆の原料配分を「醤油醸造業界 2、アミノ酸業界 8」とすると決めた。その根拠は、アミノ酸液の歩留まりが80 %なのに比べ、当時の醤油は60 %しか原料の利用率がなく、また製造に約1年かかることだった。ここに至り、日本の醤油の伝統的な醸造技術は一時的にせよ断絶する危機になった。
この危機を救ったのが、野田醤油(今のキッコーマン)の技術者、舘野正淳、梅田勇雄らが発明した「新式2号醤油製造法」である。これは加水分解法によるアミノ酸液製造より低濃度の6 %程度の希塩酸で脱脂大豆を低温処理し、タンパク質をポリペプチド状態にてその大半を塩水に可溶化した状態で醪を仕込む方法で、仕込み期間1.5か月から2か月、アミノ酸液並みの高歩留まりにしつつも、本醸造醤油に近い品質の醤油を醸造する製造法であった。また、野田醤油はこの特許を独占することなく無償公開し、全国の醤油メーカーに教え歩いた。
GHQの当時の担当者アップルトン女史はこの発明を聞き、
消費者嗜好についての市場調査が行われ、「正田・大内会談」による協定を認め、一回内定していた脱脂加工大豆の配給を「醤油醸造業界 7、アミノ酸業界 3」に変えた。ここに醸造醤油の歴史的危機は回避されることとなった。
「新式2号醤油製造法」は、全国2,500の業者が技術取得をした。この技術はアミノ酸液製造と違い、従来の醤油醸造工場の設備にわずかな手直しをすることで容易に採用できたことから、一挙に全国に普及した。この功績により、1951年（昭和26年）、野田醤油の舘野らは日本発明協会から恩賜発明賞に推され、受賞した。

### 本醸造復活と甘口醤油・旨口醤油の登場
1950年（昭和25年）配給公団の廃止と価格統制の撤廃がなされた。しかし、原料の効率が悪くなかなか本醸造造りに戻せないでいた。また龍野では淡口醤油の製造を再開した。
1955年（昭和30年）野田醤油からNK（野田キッコーマン）式タンパク質処理法が発表された。この技術は大豆の蒸煮方法の改良で、それまで蒸煮後すぐに取り出さず翌日まで釜の中に留め置いていたのを、回転式蒸煮釜で必要最低限の蒸煮に留め、直ちに真空冷却する大豆原料の処理法で、この技術により大豆原料の利用率を60 %から80 %近くまで飛躍的向上を遂げ、かつ醤油内の旨味成分のグルタミン酸を50 %以上も増大させる画期的なものであった。さらに環境負荷となる大豆の煮汁も無くなり、公害防止の観点からも高く評価されるものであった。そしてこの技術も野田醤油が醤油業界の発展のため公開するのである。このNK式タンパク質処理法は、味噌業界にも翌年1956年に公開された。この発明に対して、1963年（昭和38年）、野田醤油の舘野らは全国発明表彰で「内閣総理大臣賞」、翌年には社長茂木、顧問仲谷が「発明実施賞」を受賞している。その後大豆の蒸煮処理はさらに高温高圧・短時間の条件が模索され、現代の大手醤油メーカーでは大豆は160 - 170 ℃（ゲージ圧 5 - 7 kg/cm3）・数十秒で連続蒸煮され、原料歩留まり率は限界近い90 %に達している。
1970年（昭和45年）頃から大手醤油メーカーは本醸造だけに切り替えているが、コスト的な問題もあり全国的に中小メーカーは本醸造に切り替えることができず、今でも混合醸造方式、混合方式が残っている。
戦前まで塩角を取るため程度の砂糖やみりんの添加はあったが甘くなるほどではなかった。また人工甘味料の添加は法令で禁止されていた。戦中・戦後の食糧難を経て、醤油作りに新しい技術、製法が積極的に導入され、醤油醪を搾ったままの生揚げ醤油にアミノ酸液や甘味料等を添加したり、本醸造醤油に加味して甘味やうま味のレベルを自由に変えられるようになり生まれたのが甘口醤油、旨口醤油である。価格競争の中での生き残りをかけて、また全国ブランドの醤油の味に対抗する必要性から生まれた。

### 20世紀後半以降
1963年（昭和38年）の日本農林規格(JAS)制定後、1968年（昭和43年）に1リットルパックが登場。1973年（昭和48年）以降、企業による日本国外の生産も盛んになった。
1978年（昭和53年）にJAS規格が改訂され、「新式醸造」に「諸味にアミノ酸等を添加し醸造したもの」だけでなく「生揚げにアミノ酸等を添加し最小1か月発酵、熟成したもの」も含むようになった。2003年（平成16年）のJAS規格の改訂の際に、「諸味にアミノ酸等を添加し醸造したもの」は混合醸造方式、「生揚げにアミノ酸等を添加し最小1か月発酵、熟成したもの」は混合方式に分類しなおされた。
1985年（昭和60年）の時点で、濃口醤油は8割近くが本醸造であり、淡口、白、再仕込み醤油は6割が本醸造であった。またすでにこの頃にはうすくちしょうゆ、さいしこみしょうゆは北海道を除く全地域で製造されている。
食事の欧米化と減塩志向に伴い、1980年代以降日本人1人当たりの消費量は減少傾向にある。一方、日本において醤油を原材料とした調味料、めんつゆやたれの需要・消費量が伸びていることから、出荷量の割合において1980年代に業務・加工用が家庭用を上回っており、世帯当たり支出金額では1990年代にめんつゆ・たれの購買額が醤油の購買額を上回っている。2000年代では、家事の負担軽減化を求める傾向や食に対して簡便性の高さを求める傾向からめんつゆやたれの普及が進み、料理の味付けにおいて醤油よりもめんつゆやたれを中心に使用する家庭が増加している。
輸出量は、日本人海外渡航者数の増加や日本国外における健康食としての日本食の流行などにより増加していった。こうした状況を受け、キッコーマンは1957年（昭和32年）にアメリカ合衆国に進出、製造工場を建設するなど、国際的な調味料として愛好されている。ただし海外の醤油消費は料理段階で合わせ調味料として使われる「照り焼き」が圧倒的であり、日本のように卓上調味料として使われることは稀である（そもそも海外では卓上調味料が一般的でない）。
2001年の統計では、千葉県で国内生産量の31％、兵庫県で17％とこの2県で5割を占めるが、中小のメーカーは日本各地に存在する。

## 日本における様々な醤油

### 主な種類
長い歴史があり、各地で独自の風味や味わいを持つものが開発されてきた。1963年に制定された日本農林規格（JAS 1703）では、本醸造、混合醸造、混合、の3つの製造方法がしょうゆの製法として定義されている。また、製造方法、原料、特徴などから、「こいくち」「うすくち」「たまり」「さいしこみ」「しろ」の5種類に分類されている。そして醤油は「しようゆ」と表記されている。
たまり（溜り）
上述の通り、江戸時代中期までは主流であり、この当時は醤油と言えばこの溜り醤油のことで、とろりとしており旨味、風味、色ともに濃厚である。刺身につけたり、照焼きのタレなどに向く。味噌を絞ってその液体部分だけを抽出したもの。原料は大豆が中心で、小麦は使わないか使っても少量。つまり豆味噌を絞ったものが中心である。しかしながら現在では、製法としては普通の醤油（濃口醤油）と同じで、単に小麦を使わないか少量しか使わないものをたまりと称することも多い。豆味噌と同様に東海3県が主産地である。
こいくち（濃口）
現在、最も一般的なものであり、生産高の約8割を占め、通常「醤油」というとこれを指す。江戸時代中期の関東地方が発祥で、江戸料理の調味料として発達した。関東最古の醸造業であるヒゲタ醤油が、醤油（溜り醤油）の原料に小麦を配合するなどして改良し、現在のこいくち醤油の醸造法を確立したと云われている。特有の香りが高く、たまり醤油のように濃い色を持つ。全国的に最も一般的な醤油であり、食堂にある醤油は、まずこれと思ってよい。様々な料理の味付けに使われ、色付け・香り付けにも使われる。原料の大豆と小麦の比率は半々程度である。北海道から沖縄まで各地で生産されるが、関東地方における生産量が特に多い｡特に有名な産地として、利根川の水運が利用できた千葉県の野田市や銚子市、最適な気候と風土の香川県小豆島がある。
うすくち（淡口）
汁物、煮物、かけうどんつゆなどの料理用に、特に近畿地方で多用される。近畿の料理は昆布出汁を多用し、昆布の風味が失われないよう香りの薄いものが求められた。また濃口醤油を使うと料理の色が黒くなる（うどん汁が大阪では薄色で、東京は濃く黒っぽくなるのは醤油の色の違いである）ので、素材の彩りを生かす京料理などに透明なものが好まれた。塩分濃度は濃口より1割ほど高い。濃口よりも原料の麦を浅く炒り、酒を加える。仕込み時には、麹の量を少なく、仕込み塩水の比率を高くする。圧搾前に甘酒を加えることもある。酸化して黒みが出ると価値が低いとされているために濃口醤油より賞味期限が短い。
さいしこみ（再仕込み）
さしみ醤油・甘露醤油とも呼ばれる、風味、色ともに濃厚なもの。天明年間に周防国の柳井で考案されたと伝えられる。仕込工程にて、塩水のかわりに生醤油や醤油を用いて造る。一般的には淡口醤油の諸味が用いられる。刺身、寿司などに向く。
しろ（白醤油）
色は薄く、醤油というよりナンプラーのような淡い琥珀色をしている。味は淡泊ながら甘味が強いのが特徴である。茶碗蒸しや吸い物、うどんのつゆ、煮物などに向く。原料は大豆が少なく、あるいは全く使わず、小麦が中心である。つまり上述のたまりと逆と思えばよい。淡口醤油より色の淡さが特に重要なため、淡口よりさらに賞味期限が短くなる。愛知県碧南市原産で、現在でも愛知県を主産地とするが、関東など他地域でも生産されている。
以下はJAS規格上は上記5つに含まれる。
減塩しょうゆ・うす塩しょうゆ
塩分の割合を通常品より減らしたもの。減塩しょうゆは高血圧や心臓病、腎臓病などの人を対象に、厚生労働省の「特別用途食品」（低ナトリウム食品）に指定され、塩分は9 %で通常品の半分程度。うす塩しょうゆの塩分は13 %で通常品の8割程度。製造方法は、イオン交換法で通常品から塩分を除去する方法と、濃厚に造ったものを希釈する方法の2通りがある。製品のラベルを見れば、醸造酢または酸味料が添加されている製品が多いことが分かる。
昆布しょうゆ、刺身しょうゆ、だししょうゆ、土佐しょうゆ等
醤油を原料に、昆布だしやカツオだし、液糖やステビア等の甘味料を添加し、うまみを強化した液体調味料。公的な基準はなく、メーカーごとに風合いは異なる。減塩醤油、昆布醤油などをひとくくりにし、これらはしょうゆ加工品と表記。法令上、醤油とは表記はできない。醤油としょうゆ加工品を区別するため、加工品はひらがな表記である。
新式醤油
醸造中、醤油もろみにアミノ酸を加える方法や醤油粕に塩酸を加えソーダ灰で中和し麹を加え熟成させる方法や、タンパク質原料を塩酸で加水分解しソーダ灰で中和させ麹を入れて熟成させる方法などの製法がある。
生醤油
読み方により全く違うものであるので注意が必要である。
「きじょうゆ」と読む場合、だしやみりんなどで味付けしていない、純粋な醤油という意味で生（き）と称し、元々は料理業界の用語であった。JASの規定上は、この呼称を使用できるのは塩の添加までで、原材料名に大豆・小麦・食塩と表記のあるもの（いわゆる本醸造醤油）のみが使用できる。
「なましょうゆ、なまじょうゆ」と読む場合、製造工程の項に詳細は譲るが、もろみを搾ったのち、火入れをせず（この段階のものを特に「生揚醤油（きあげしょうゆ）」と呼ぶ）、ろ過により、酵母などの微生物除去を行ったもの。香りや味も穏やか。加熱した際の香りの立ちが通常品より際立っているが、保管・流通に手間がかかるため、広く出回らなかったが、注いだあとの醤油が空気に触れないよう外容器の内部に醤油を袋詰めした酸化防止容器（パック・ボトル）が考案されたことで流通量が増えた。

### 地域性
長い歴史の中で、地方ごとの食文化に適したものが好まれ、作られてきたため、地方ごとに物性面・官能面の傾向が異なる。このような地域性は、地方の食文化と密接に関連したものであり、歴史が関係している。関西から九州地域では味の違い、銘柄、価格などによって醤油を使い分け、刺身専用の醤油も用意している一方で東海・北陸・関東地域では醤油を使い分けることはしない。また醤油への関心は地域によって濃淡があり東北・山陽・関西・九州は醤油へのこだわり持っているが、北海道・関東・甲信・東海・北陸・山陰・四国・沖縄は醤油に対しての関心が薄いことが明らかにされている。

#### 東日本
北海道・東北・関東・甲信越をはじめとする東日本では、もっぱら濃口醤油を使うことが多い。そのため、濃口醤油の品質に対する要求が厳しくなった結果、中間的な澄んだ色調で香り高く、旨味に富んだ濃口醤油が発達した。濃口醤油をベースとした蕎麦つゆ や割下が、鍋物やつけ汁としてよく使われる。今日日本料理の代表とされる蕎麦、天ぷら、鰻の蒲焼、握り寿司は、濃口醤油が作り上げた、東日本発祥の食文化である。ダシは濃口醤油に負けないように「削り節」を多く使用する。
江戸は参勤交代や地方からの出稼ぎの人により、人と共に食文化の交流が多彩となっており、料理や店によっては薄口しょうゆも使用される。地域によっては秋田のしょっつる、伊豆諸島のくさや汁のような、魚醤を利用する文化がある。1770年頃から、「地回り醤油」と呼ばれる関東産濃口醤油が上方からの下りものを凌駕し醤油の代表となった。小麦の名産地が多く気候が良い事から常陸・下総・上総・相模で醸造が盛んとなり、銚子と野田 には江戸時代初期に遡る老舗ブランドが多い。今でも関東地方は日本における生産量が最も多く、キッコーマン、ヤマサ醤油、ヒゲタ醤油、正田醤油など全国的によく知られたメーカーがある。

#### 中日本
東海地方
愛知県や岐阜県までは、一般家庭で醤油を使い分ける地域の東限と言われる。この地方を特徴付けるのは濃厚な味わいを持つ「たまり醤油」（たまり）であり、豆味噌文化と深い関係がある。他方、前述の碧南市のように白醤油の生産が多い地域もある。このことから、煮物・吸い物用を含む一般的用途に、関東風の濃口醤油を用い、刺身などのかけ・つけ醤油としてたまり醤油を用いる家庭と、煮物・吸い物用には特に白醤油を用い、その他の用途には広くたまり醤油を用いる家庭がある。濃厚な味わいを好むところから、一般向けには、みりんが添加されていることもある。ヤマシン醤油、イチビキ、サンビシ、盛田、サンジルシ醸造、日東醸造、ヤマミ醸造、七福醸造などのメーカーがある。
北陸三県
北陸三県も、東日本と比べれば旨みの強い濃厚な味わいを、近畿以西と比べると塩分の強い濃い味を好む傾向がある。この要求を満たすために混合醸造方式の比率が高く、九州ほどではないが甘みの強いものが多く出回っている。例えば、直源醤油、ヤマト醤油味噌など複数の醤油会社が集まる金沢市海岸部の大野醤油（大野紫）は、「甘口」と書いて「うまくち」を読む味わいを売り物にしており、醤油蔵に観光客も誘致している。他方、濃口醤油の色は必ずしも濃くない（関東の濃口と近畿の淡口の中間といえる）。他方、上方の影響から淡口醤油も使用される。上記以外では山元醸造、中六醸造元、トナミ醤油、飯田醤油、富士菊醤油、室次といったメーカーがある。

#### 西日本
淡口醤油と、濃口醤油とをメリハリを付け、両者を使い分けることが一般的である。煮物や吸い物の味付けには淡口醤油を用い、色を付けず素材の色合いを活かす一方、濃口醤油のコクをアクセントとして調味することがある。
近畿地方および中国・四国地方
近畿地方は、煮物や吸い物用には淡口醤油または白醤油を用いて、食材の色と出汁の風合いを壊さないように調理することが良いとされる一方、刺身用をはじめとするつけ・かけ醤油については、濃口醤油（またはたまり醤油）が使われる。とりわけ煮物・吸い物用の淡口醤油の需要が高い。西日本に知られた淡口醤油中心の有名なメーカーとして、ヒガシマル醤油がある。一方で、和歌山県では古くから濃口醤油が主流となっている。

#### 南日本
この地域では、他の地域と異なる利用文化が見られる。
九州地方（山口県を含む）
南蛮貿易や甘蔗（サトウキビ）栽培が江戸時代頃から行われていた影響で砂糖が比較的手に入りやすく、料理に甘味を求める傾向がある。このため北陸と同様に混合醸造方式の比率が高いが、糖分やうまみ成分などは北陸のものに比べ多めに添加されており、甘みが一層引き立っている。また濃口醤油でも、九州では色や香りに濃厚な風合いが好まれる傾向にあることから関東のものに比べて色が黒い。さらに甘みやうまみを多く添加したどろっとした風合いの「さしみ醤油」も使用される（特に脂が多い刺身への「のり」が良い）。フンドーキン醤油やニビシ醤油、富士甚醤油、フンドーダイ、チョーコー醤油、ホシサンなどのメーカーがある。
沖縄地方
沖縄では、古来、うま味を得るためには昆布と魚や豚の出汁を利用することが多く、調味料は味噌や塩が主流で、醤油はかつて高級品扱いであり、戦後の食文化の変化に伴い、一般的に用いられるようになった。
沖縄で販売されているものはキッコーマンやヤマサ醤油等、他県産のものが多いが、県内にも赤マルソウなど、小規模メーカーはある。材料にシークヮーサーを用いた醤油も、沖縄では知られた調味料の一つとなっている。

## 大豆以外を主原料とする醤油系調味料
大豆以外の食材を発酵させた醤油に近い見かけ・用法の調味料が日本の国内外にある。伝統食品として古来作られてきたもの（前述の「起源」参照）以外に、醤油とは違った味やコクを持つ商品として復活・開発する企業もある。比較的有名なのは魚醤で、このほかに大豆以外の穀物から作る穀醤、椎茸などキノコ・野菜から作る草醤、鶏モツなどを用いた肉醤などがある。一例として、まるはら（大分県日田市）は『和名類聚抄』を参考に大豆以外を原料とした調味料を4種類をブレンドした商品を販売している。また、のだみそ（愛知県豊田市）は2020年11月1日から、コオロギを主原料に醸造した「こおろぎ醤油」の販売を開始した。
キッコーマンでは大豆・小麦のアレルギーにより醤油を利用できない顧客向けとして、えんどう豆で濃口醤油の味を再現した製品を販売している。

## 各国の醤油

### 日本のものの普及
健康食として日本食が世界各地で好まれるようになってから、日本の製品が世界各地で手に入れることができるようになった。現在発展途上国を中心に100か国以上の国に輸出されており、生産は年14万キロリットルにも達する。大手メーカーでは現地生産も行っている。

### 類似する調味料

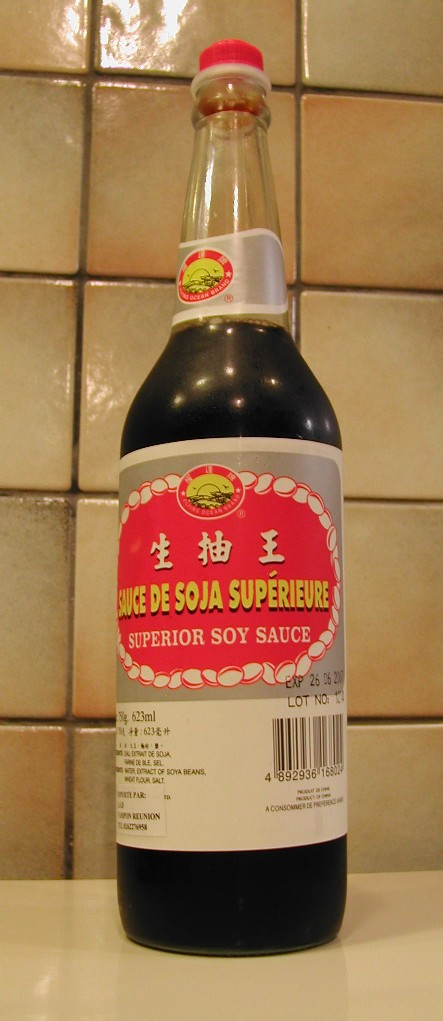
瓶詰めの生抽

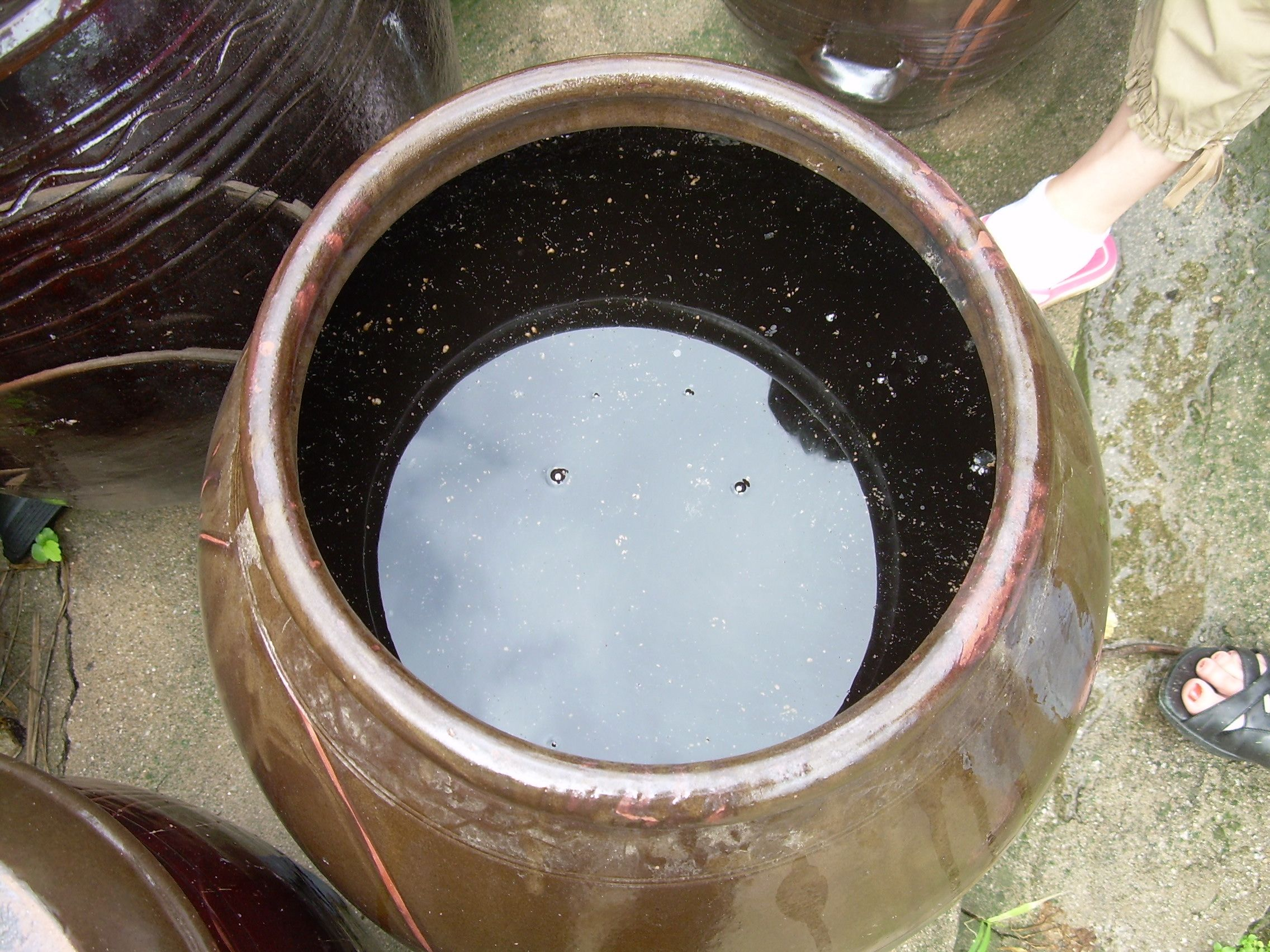
カンジャンを満たした甕

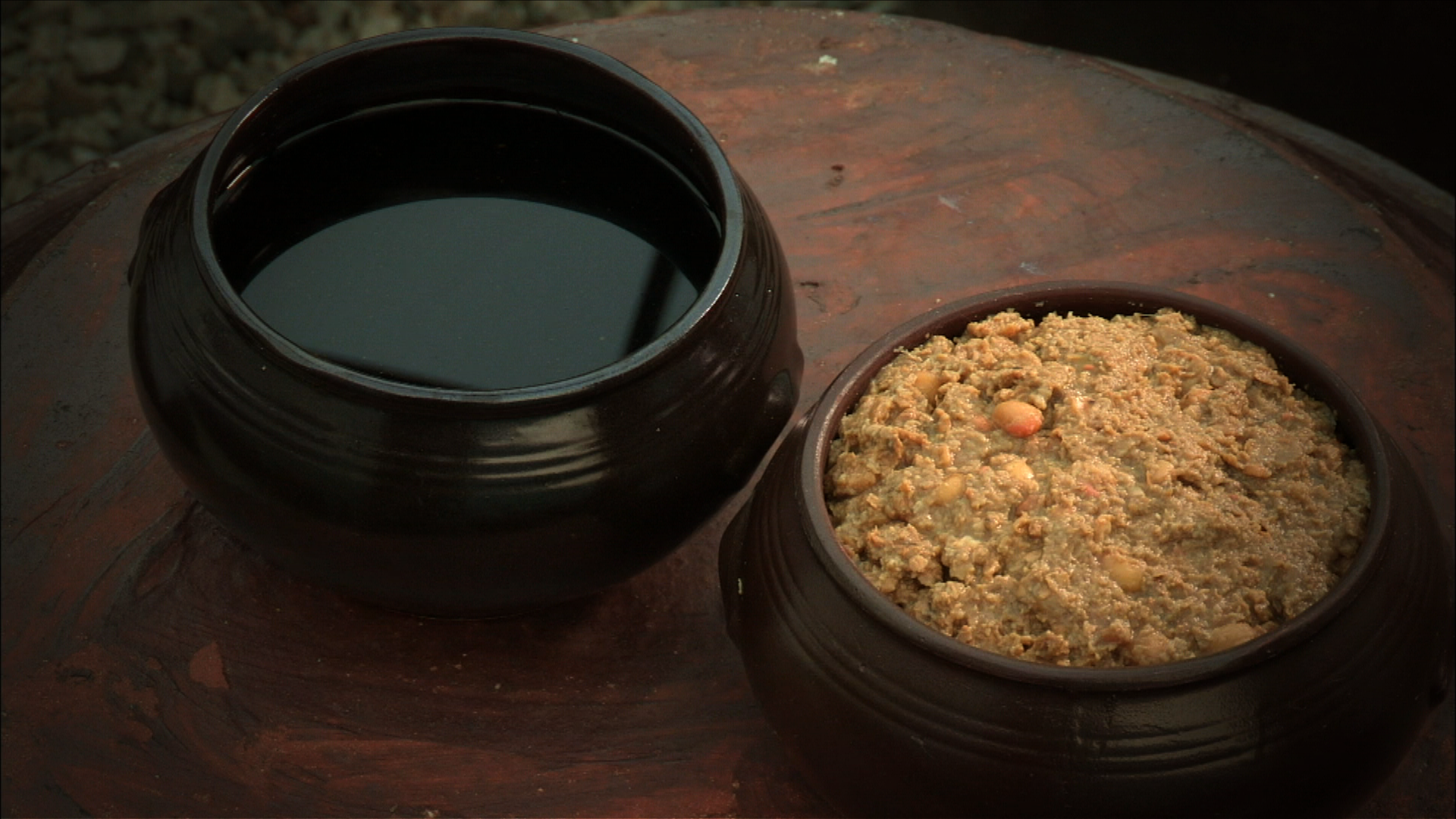
分離したカンジャンとテンジャン

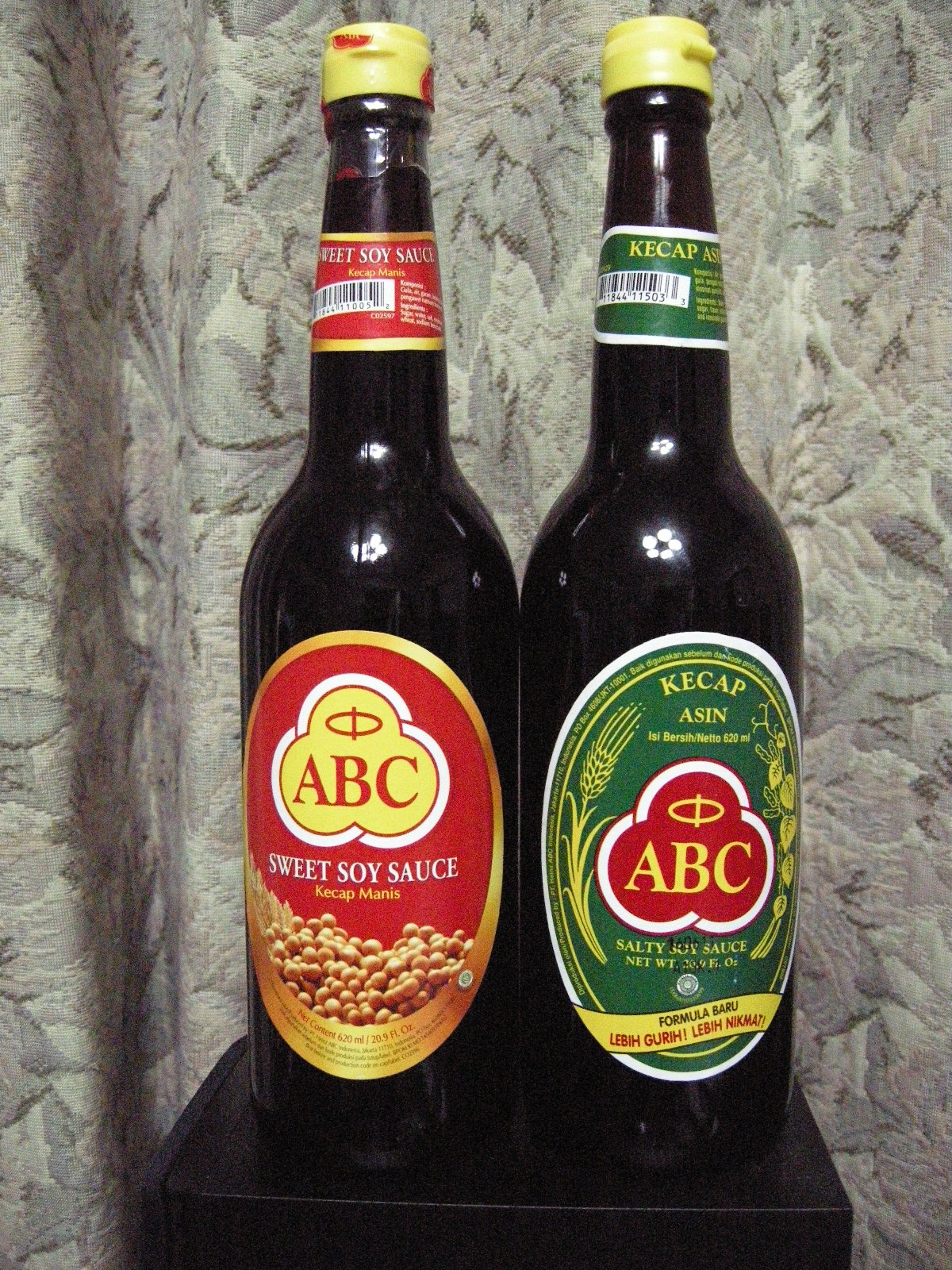
ケチャップマニス（左）とケチャップアシン

アジアの他の国々にも醤油に似た調味料が存在する。英語では産地や種類にかかわらず "Soy sauce" と呼ばれている。
醤油（中国）
中国大陸においては大豆由来の醤は既に前漢代の遺跡から出土しており、後漢時代になると文献上にも現れる。北魏代6世紀の文献には「豆醤」「清醤」についての製法が残されている。11世紀の宋代の文献には「醤油」（チャンユー）の表記も見られる。また、既に後漢時代にはたまり醤油が利用されていたが、その利用は極めて限られていた。一般化したのは明代に入ってからとされる。現代中国の「醤油」（標準中国語：酱油 （jiàngyóu））は、低塩固体発酵法という速醸法で作られるものが多い。この「醤油」は加温による着色が著しく、日本の醤油とは異なる。近年は日本の醤油メーカーの技術指導によって、日本式の醤油の製造も増えている。日本の中華料理のレシピでは単に「しょうゆ」とのみ記述され、日本の醤油で代用する場合がほとんどである。中国料理における醤油の用途は、香りや味より色づけに重点を置いているため、色調は濃い。カラメルや糖蜜などを加え、どろっとしてマイルドな「老抽」、塩が立って色が淡めの「生抽」がある。
蔭油（台湾）
醤油は原材料に大豆のほか小麦や塩を加えている。1895年日本統治時代以前の台湾では「蔭油」が製造されていた。蔭油は黒豆など原材料の豆に塩をまぜて自然発酵させたもので、小麦やもろみは使用しない。台湾の蔭油は閩南地方（中国福建省南部）伝統のものだが、現在は台湾の一部でつくられているものの、台湾でも中国大陸でもこの製法をほとんど行わなくなった。
カンジャン（韓国）

韓国では「カンジャン」（간장、塩辛い醤の意）は日本のものと比較して色調が黒くされ、韓国人の使用法は主に他の調味料とブレンドし、合わせ調味料のヤンニョムとして利用する用途で用いる。家庭で作る伝統的な製法としてのカンジャンはチョソンカンジャン（朝鮮カンジャン）・チェレシッカンジャン（従来式カンジャン）と呼ばれており、メジュ （味噌玉）を甕の中で塩水と発酵させることで液体部分がカンジャン、固体部分をテンジャンとして利用していた。現代の韓国で市場に流通しているカンジャン製品の製造法は、日本統治下の時期に導入された製法のウェカンジャン（倭醤油）・ケリャンカンジャン（改良醤油）が多くを占めている。売上高としてはジンカンジャン（陣カンジャン、ホナプカンジャン（混合醤油）とも）が最も多く、ヤンジョカンジャン（醸造醤油）、スープ用であるクッカンジャン（汁カンジャン、伝統的製法で作られている）が続く。
ケチャップマニスとケチャップアシン（インドネシア／マレーシア）

インドネシアやマレーシアでも、歴史的に大豆を原料とした液体調味料が使われている。代表的なものとして「ケチャップマニス」（Kecap manis, manis=「甘い」）、「ケチャップアシン」（Kecap asin, asin=「塩辛い」）が用いられている。ケチャップマニスは、物性的には、色調が黒く、甘辛くどろっとした調味料である。ケチャップアシンは、比較的色が薄く、塩が立つさっぱりした調味料である。
トヨ（フィリピン）

フィリピンではトヨと呼ばれるソイソースが全世帯の30 %ほどで使用されている。
シーユー（タイ）

タイでは一般的に魚醤である「ナンプラー」がよく使われているが、大豆から作られた「シーユー」も、炒め物の味付けなどに使われる。甘味がある「シーユー・ダム」と、辛口の「シーユー・カオ」が一般的。
ショーユ（ハワイ）
かつて日本人が多く移民し、現在も日系人が多数在住しているハワイでも独自のものが生産されている。日本の醤油の系統に属する味ではあるが、大豆の風味が薄くさらっとした塩味になっている点が特徴である。メーカーとして1946年創業のアロハ醤油がある。
シジャウ（ペルー）
ペルーにおいても日系人が多数在住しており、日本のものを模した醤油が作られている。カラメルにより色がつけられており、日本の醤油と比べるとドロッとした調味料である。ペルー大手の醤油メーカーとして1957年創業のキッコー社がある。（日本のキッコーマンの商標に類似しているが、直接の関係はない。）

## 醤油の製造法

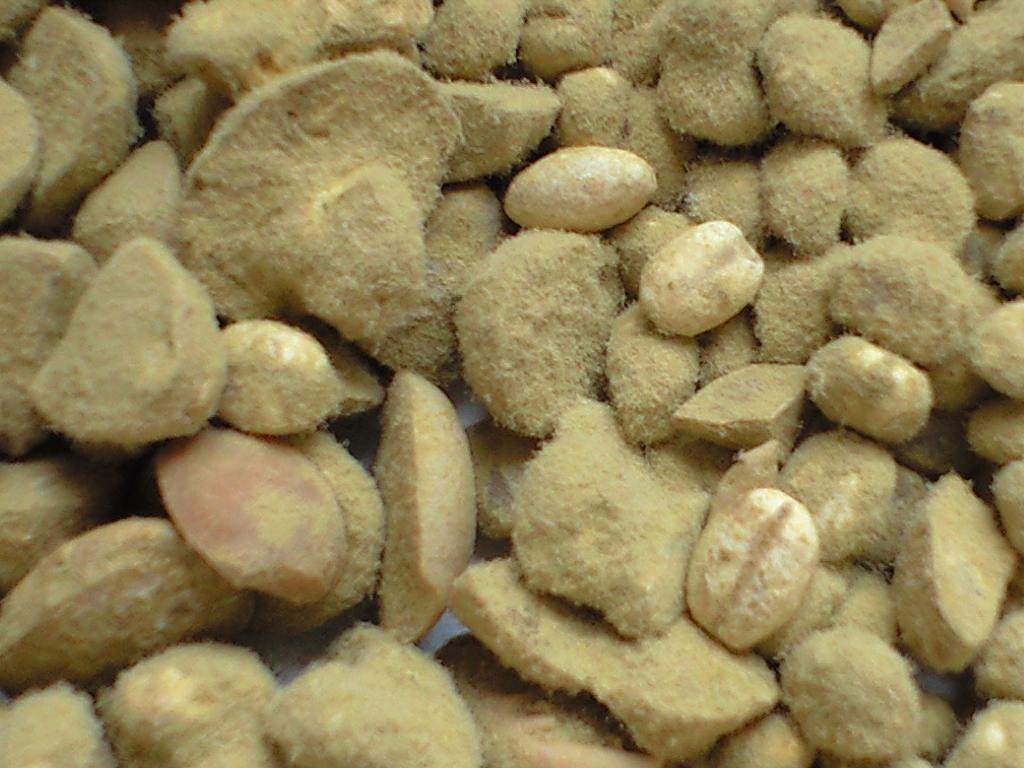
醤油麹（豆麹と麦麹）

### 基本的な製造法（本醸造・こいくちしょうゆ）
現在、国内で生産されているものの大半が本醸造であり、またこの濃口醤油が大半を占める。「本醸造」の条件は、大豆、麦、米等の穀物を蒸煮し、麹菌を用いて作成した麹に、塩水または生揚げを混合して発酵・熟成させたものを指す。麹に、蒸した米や甘酒を添加したり、分解を促進するための、セルラーゼ等の酵素を添加することも許されている。ただしプロテアーゼを除く。JAS特級の条件には「本醸造であること」という項目も含まれているため、特級醤油であれば常に本醸造醤油である。
以下に近代的な製造工程の例を示す。
- 原料工程
大豆（または脱脂加工大豆）は浸水し、膨潤したところで圧力をかけて蒸煮する。小麦は焙煎し、割砕して荒い粉末状にする。加熱条件には留意する。これは、生の大豆タンパク質が最終工程に残ると製品（加熱時）の濁りにつながり、小麦の生デンプンは、一般的な醤油酵母では資化できないためである。
- 製造工程
  1. 製麹（せいきく）工程: 蒸煮大豆と割砕小麦を約1:1で混合したものに種麹を加えて混ぜ、高湿度下で3 - 4日程度培養を行い醤油麹を作る。麹菌には、主にショウユコウジカビが用いられ、ニホンコウジカビが使用されることもある。
  2. 仕込工程（前期）: 醤油麹に塩水を加え、麹の塊を崩して混合しながら醸造タンク（または、木桶）に移送することを「仕込工程」と呼び、麹と塩水の混合物をもろみと呼ぶ。麹由来の酵素により蛋白質はアミノ酸に、デンプン質は糖に分解される。
  3. 仕込工程（中期）: もろみ内にて微生物による発酵が起きる。まずは乳酸菌（テトラジェノコッカス属、Tetragenococcus halophilus）により乳酸が作られもろみ全体が酸性に傾く。次に、耐塩性酵母（Zygosaccharomyces rouxii）により、アルコール発酵が起きる[89]。香りの成分の多くはこの工程で発生する。
  4. 仕込工程（後期）: 「後熟工程」とも呼ばれ、香り・味を熟成させる工程。活発な発酵は行われず、アミノグリコシド反応等の、比較的静かな反応が続く。この時期にはCandida属酵母による香気成分の生成が行われる[89]。淡口醤油の場合、仕込工程の末期に甘酒や米麹を添加することがある。
  5. 圧搾工程: 合成樹脂等丈夫な素材で作られた「圧搾布」にもろみを包んで加重し、固体と液体を分離する。液体が「生揚げ醤油」、固体が「醤油粕」である。この際、主に大豆由来の油脂が分離して液面に浮かぶ。これを「醤油油（しょうゆあぶら）」と呼ぶ。醤油油は微生物による分解や酸化のため、食用油脂としての利用はできない。また、醤油粕も利用価値が低いことから、メーカーは処分に苦慮することが多い。なお圧搾技術の未熟だった昔においては、醤油粕に塩水を入れて混ぜ、醤油を再度抽出して搾ること（番醤油）も行われていた[90]。
  6. 火入工程: 圧搾工程で得られた生揚げ醤油には、醸造工程で含まれた各種酵素などのタンパク質が多く含まれている。これを加熱すると、タンパク質は熱変性して不溶化し、沈殿する。また、製品に焦げた臭い（焦げ香）をつけ、微生物を殺す。一般的にはプレートヒーター等を用い、熱がかかりすぎないように留意する。熱履歴が高い場合は製品の色が黒色を呈し、焦げ香が強くなりすぎることになる。
  7. 清澄・濾過工程: 沈殿除去、珪藻土濾過や精密濾過などを用い、含まれる変性タンパク質など不溶性固形分を除去する。完成品の濁りは品質的には製品事故となる。ここで生揚げ醤油は、「火入醤油」と、沈殿分・濾過除去された分の「澱」（おり）とに分けられる。火入れをせず精密濾過で酵母その他異物を取り除いたものが広く市販されている生醤油（なましょうゆ）である[注釈 14]。
  8. 詰工程: 火入醤油に適切な成分調整を加え、容器に詰めて製品とする。

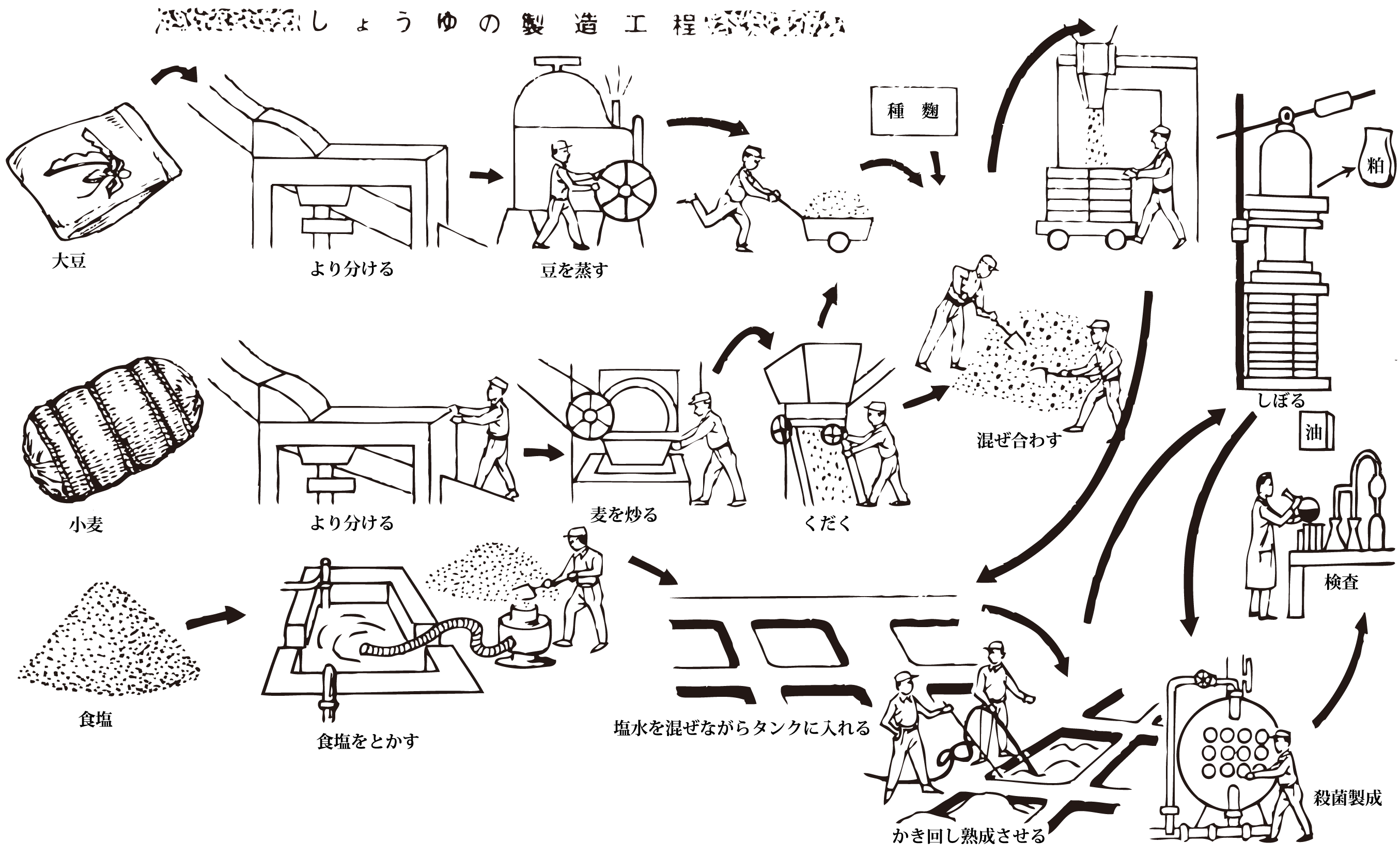
しょうゆの製造工程

原料としての大豆
「脱脂加工大豆」が多く用いられる。これは、醸造用加工大豆と呼ばれることもあるが、一般的には大豆を原料にヘキサンを溶剤として大豆油を抽出した際の副生産物（大豆粕）である。残留ヘキサンの毒性は神経毒であるが、ヘキサンは減圧・加熱により容易に揮発し、脱脂加工大豆には残留しないので醤油醸造には全く影響がないばかりか、大豆の油脂成分は本質的に醤油の醸造に必要ないため、かえって好都合である。もちろん大豆油メーカーも大豆油・大豆粕からヘキサンを回収し再利用しているため、脱脂加工大豆の安全性に問題はないとしている。製品の一括表示内に原材料「大豆」と表示されているものは、無加工の大豆である丸大豆を使用していることを表し、脱脂加工大豆が使用されている場合は「脱脂加工大豆」と表示される。原料に丸大豆を使用する場合、仕込工程の説明のように、丸大豆には未処理の油が大量に含まれているため、これらの油分は仕込工程中に分離して、もろみの上に浮かんで油の層を作る。
丸大豆醤油を支持する製造者は、
- 「油脂の層によりもろみの酸化が防げる」
- 「油脂から分解されたグリセリンが風合いを変える」

等の主張がある。一方、分析および官能試験では有意な差がないという意見もあり「丸大豆だから美味しい」とは一概に言えず、議論が発生する。
ヒゲタ醤油の元技術者によれば、脱脂加工大豆で仕込んだ場合は、丸大豆で仕込んだ場合より、うま味を呈するグルタミン酸の産生が多い。また、脱脂加工大豆で仕込んだ醤油の方が、丸大豆醤油と比べ、香りが豊かである。一方、丸大豆醤油は、油の分解により生じたグリセリンを多く含み、その甘みが味をまろやかにし、グルタミン酸が少ないという欠点をカバーする。
酵素添加による速醸法
仕込工程初期に酵素剤を添加することで醸造期間を短縮する技術がある。しかし、この場合は醤油業中央公正取引協議会の業界基準により、製品表示に「天然」「生」等の用語を利用することができない。

### 混合醸造方式・混合方式
混合醸造方式、混合方式ともに、塩酸で原料処理を行い、水酸化ナトリウムで中和して得られたアミノ酸液を利用している。2004年（平成16年）のJAS（日本農林規格）の改正に伴い、旧名「新式醸造」のうち混合先がもろみのものが「混合醸造方式」となり、混合先がもろみではなく生揚げ醤油のものと旧名「アミノ酸添加法」が「混合方式」と変更された。現在の醤油生産は、本醸造がその多くを占めるが、アミノ酸液には独特の香りと味があり、特にそれが好まれる地域において混合醸造・混合方式も残っている。
混合醸造方式
原料に塩酸を添加すると加水分解してアミノ酸液が得られる。これを水酸化ナトリウムで中和し、もろみとともに仕込み熟成を経る方法を「混合醸造」と呼ぶ。
混合方式
生揚げ醤油（もろみを搾った液）に、アミノ酸液を混合して製品とする手法。熟成の有無は問わない。

### 添加物
保存料
一般的に、防黴効果の高い安息香酸ナトリウムまたはパラオキシ安息香酸ナトリウムを使用する。高付加価値商品では安息香酸を添加しない製品もある。
アルコール（酒精）
保存料として安息香酸を利用しない場合、アルコールの防黴作用を利用することがある。アルコールを添加して防黴作用を持たせる場合は、安息香酸を添加した場合と比較し、品質保持期間は短くなる傾向にある。
甘味料
一般的に、甘草、ステビア、果糖ブドウ糖液糖、サッカリン等が使用される。塩の辛さをやわらげ、マイルドな味わいとなる。
カラメル色素
カラメル色素は黒色を呈色させる場合に添加する。また、独特の甘さと香りも追加される。
調味料（アミノ酸等）
グルタミン酸ナトリウム、核酸系調味料を添加して、うまみを強化する場合がある。「調味料（アミノ酸等）」と表記される。

### 使用器具
かい棒
醤油や酒などを作る際、樽内をかき混ぜるために使用する棒のことを指す。

### 販売形態

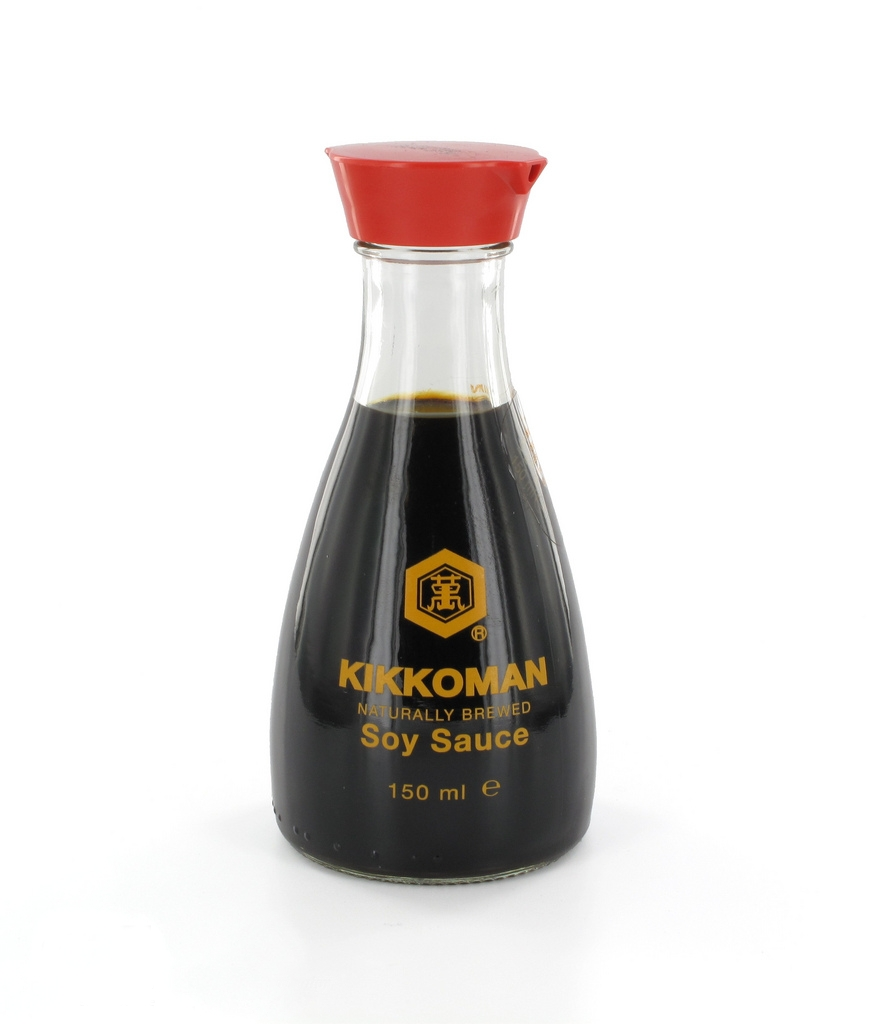
卓上用の醤油入れ

ガラス瓶、ペットボトル容器、タレ瓶（主に弁当用の小型プラスチック容器）、プラスチック製パック（主に弁当用）などの形で販売されている。卓上用の製品の場合、容器がそのまま卓上用の醤油入れとして用いることができるようになっているものもある。

### 保存
少量のアルコールと塩分を多く含む発酵食品であるために、冷暗所において品質の劣化は遅い。ただし開封後は、極力酸素を避けて密封し、冷蔵保存することが望ましい。酸素存在下で放置すると、揮発性成分が揮発して香りが減少するほか、特に防黴剤として安息香酸が含まれない場合は、液面に酵母（産膜酵母）が白く膜状に繁殖する ことがある。そのため醤油側に空気が入らなくても注げる容器がワインのBag-In-Box（略してBIB）を応用して商品化されている。
このような産膜酵母の実態は、醤油の主発酵酵母と同種のZygosaccharomyces rouxiiであり、いわゆる「醤油に生えるカビ」である。害は無いが香りは悪くなり、糖を消費するため味も劣化する。さらに、酸化によりメイラード反応が進み、色は黒くなる。なお、醸造期間にも劣化は平行して進行するため、単純に「長期醸造」が高品質というわけではない。

### メーカー
日本国内の醤油メーカーは、日本各地に存在する。大正時代には1万社以上、1980年代には2,000社以上存在したが、年々減少傾向であり、1990年代に2,000社を切り、2000年代中盤では約1,500 - 1,600社 程度となっている。これは、価格が低迷している上、大手メーカーの地方進出に加え、副製産物の廃棄コストや設備の維持費高騰のため、地方の零細・小規模メーカーが廃業を続けているためである。なお、現存する最も古いメーカーは、室次（福井県福井市）である。
商品としてはコモディティ化が進んでおり、他の食品と比較して利益は一般的に低い。その一方で、年々、衛生面での要求は厳しくなり、廃棄物に対する規制は強くなっている。特に、エネルギーコストが必要な製麹工程、人的・場所的コストが必要で、醤油油や醤油粕などの廃棄コストが必要な仕込工程を省略し、全工程を独力で行わない製造者が増加している。製麹工程までを外部に依存するケース、仕込工程までを行わずに大手生産者より生醤油を購入し、火入・詰工程を行うケース、OEMやスーパー・生協などのプライベートブランドとして大手製造者に発注するケースがある。また、協業組合として複数の生産者が、製麹・仕込工程までを行う工場を作るケースもある。地方の中小メーカーの存在は、地域の食文化に密接に関係するもののため、文化保全の意味も含めて、「残って欲しい」と惜しまれている。
都道府県別の生産量では、2018年の統計でキッコーマン（野田市）、ヤマサ、ヒゲタ（いずれも銚子市）等の大手が存在する千葉県が約34 %、ヒガシマル（たつの市）が存在する兵庫県が約16 %と上位2県で半数を占めている。
メーカーの名称は縁起の良い「亀甲（きっこう）」に由来する「キッコー○○」、醤油・味噌が寺院で造られていたことにちなむ「ヤマ○○」の商標名が各地に多い。

### ハラール認証
醤油醪の発酵において、味噌と同様、アルコール発酵も同時に起きる。また仕上げにアルコールを少量加えるのも一般的な製法である。日本食の国際化を受け、イスラム文化圏への食品・食材の輸出・ムスリム向けの食事提供の必要から、超低アルコール発酵プロセスによる醤油醸造が試みられ、ハラール認証を受けた醤油が数社から製品化された。なお、一般社団法人ハラル・ジャパン協会認証のハラールしょうゆはマレーシア政府イスラム法（ファトワ）委員会の「しょうゆを含む果物、ナッツ、シリアルなどにおいて、製造時に発生する自然発酵したアルコール成分はナジャス（イスラム法において不浄なもの）ではないとする。」の見解をもとに、自然発酵したアルコール成分であればハラール認証の際に使用を認める、として、醸造用アルコール他、一切の添加物を含まないしょうゆにハラール認証を与えることとした。このため旧来の製法によるアルコールその他添加物を使っていない無添加しょうゆのいくつかが、ハラル・ジャパン認証のハラールしょうゆ認証を受けている。

## 評価法
品質は「色」「香り」「味」で評価される。高品質の製造をするためには高い醸造技術・醸造管理・衛生管理・保存管理が必要となる。
色
熟成の期間や温度経過によって異なり、無色に近い淡褐色から、黒に近い暗赤褐色まで存在する。アミノ酸と糖に富むため、酸化や加熱、成分の揮発のほか、メイラード反応が進むことで産生されるメラノイジンにより色は濃くなる傾向にある。
一般的には淡色で赤い色調のものが良いとされ、製造/管理的に高度な技術が必要だが、地方性により、特に濃口醤油においてはむしろ色が濃いものが好まれる場合もある。
香り
鼻で匂いをかぐときに感じる「トップノート」と、口に含んでから感じる「フレーバー」がある。香気成分の多くはアルコールをはじめとする酵母の発酵生産物であり、メイラード反応から、ストレッカー分解を経て産出される有機化合物、加熱工程にて産生される焦げ香も、特徴付ける重要な要素である。
長期間保存すると酸化が進み、n-酪酸（ノルマル酪酸）、イソ酪酸、イソ吉草酸 などの「劣化臭」といわれる臭いがつくこともある。また、製造工程における衛生管理の問題により、Bacillus属細菌 などによる腐敗臭や、味噌のような臭いがつくこともある。
味
塩辛さ、うまみ、甘みを強く持つ。塩辛さは原料の塩から、うまみは主にアミノ酸、甘みは糖による。アミノ酸は、麹により産生されたプロテアーゼやアミラーゼ等の酵素によって大豆由来のタンパク質が分解されたもの、糖は同じく小麦由来のデンプンが分解されたものである。

### 官能評価
「きき味」により、主に色・香り・味が評価される。「色は淡色で赤みがある色調で、かつ香り高く、味が良い」ものが良質とされる。
花のような甘い香りや爽やかに鼻に抜ける香が一般的に良しとされるが、製品によっては生乾きの雑巾のような臭い、汗のような臭いなど「悪い香」を呈するものもある。また、「麹の香」「味噌の香」「アルコールの臭」などの香りが加わっているものもある。
「よい香」とされる香も強すぎると問題となるため、それらのバランスにおいて製造者ごとに特徴が出る。

### JASによる格付け
JAS（日本農林規格）では、品質基準に、含有する窒素分、無塩可溶性固形分（エキス分）、アルコールの量に従って格付けされている。その中でもっとも重要とされるのが、「うま味」の指標となる全窒素分である。
- 「標準」（濃口: 1.2 %以上、淡口: 0.95 %）
- 「上級」（濃口: 1.35 %以上、淡口: 1.05 %）
- 「特級」（濃口: 1.5 %以上、淡口: 1.15 %）

また、JASの他に日本醤油協会が定めている基準がある。
- 「特選」: 特級の10 %増し（濃口: 1.65 %、淡口: 1.265 %）
- 「超特選」: 特級の20 %増し（濃口: 1.8 %、淡口: 1.38 %）

また、醤油業中央公正取引協議会が定めるものとして、以下の表示を利用することができる。
- 上級醤油は「上選」、「吟醸」、「優選」、「優良」
- 特級醤油は「特吟」や「特製」
- 日本醤油協会で言うところの「超特選」（特級の1.2倍）の場合、「濃厚」

## 醤油と微生物

### 麹菌
カビの中で、麹を作る際に用いられる菌が麹菌である。ニホンコウジカビ（Aspergillus oryzae）および、ショウユコウジカビ（Aspergillus sojae）は、ともに醤油醸造に用いられている。
鉄分はコウジカビの生育に悪影響を与えるので鉄分の少ない水を使用する。鉄分が少ない方が色が薄く仕上がる。

### 酵母
仕込中期にアルコール発酵を行う酵母を「主発酵酵母」と呼ぶ。過去、主発酵酵母は耐塩性のサッカロミセス属と分類されていたが、現在はジゴサッカロミセス・ルーキシー(Zygosaccharomyces rouxii) と分類されている。古くなった醤油に生える白いカビ状のものも同種のもの。また、仕込後期に穏やかに香気成分を生産する酵母を「後熟酵母」と呼ぶ。Candida versatilis等、主にカンジダ属の酵母である。

### 乳酸菌
過去、Pediococcus属の乳酸菌と考えられており、Pediococcus halophilusやPediococcus sojaeと分類されていたが、DNA相同性による分類の結果、アンチョビやキムチから分離された耐塩性乳酸菌と同種であることが判明し、現在ではTetragenococcus halophilusと分類されている。また、塩分を減少させた減塩醤油では耐塩性乳酸菌が増殖しやすく、耐塩性乳酸菌による"腐敗"が生じる事がある。

### 健康への影響
醤油などの大豆発酵食品に含まれる微生物は認知機能低下の防止に役立つ可能性がある。

## 醤油と日本料理
日本の料理には欠かせない調味料であるが、江戸時代における濃口醤油の発明はその後の日本料理の発展において重要な役割を果たした。握り寿司、蕎麦、蒲焼、天ぷらといった江戸で生まれた料理は濃口醤油の誕生なくしては存在していなかったと言っても過言ではない。今日の日本料理の代表となっている多くの江戸料理は濃口醤油と密接に関係している。江戸時代の料理書である『料理早指南』には、味噌汁や澄まし汁の味を引き立てるためにたまりを少し差すとの解説がある。これを「影を落とす」と表現するとされ、すでにうま味を与える調味料としての醤油の性格が認識されていることが理解される。

## 醤油に関する諸説
人の髪の毛から作られている
日本では、大正時代から昭和初期と太平洋戦争終戦から数年間にかけ、物資不足解消のため、様々な原料から食品を製造する試みが行われていた。醤油原料としても様々な原料が検討され、それぞれ長所・短所がある独特の製品が作られた。これを代用醤油と呼ぶ。原料としては、魚介類や海藻、カイコの蛹、鯨ひげ などが用いられた。製造法の代表的なものとして、タンパク質原料を塩酸で加水分解したものを中和してアミノ酸液を得るものである。また、廃毛髪 や、牛の血液を用いたという俗説もある。
2017年7月現在の日本でも、都市伝説として、醤油の原料に人毛由来のアミノ酸が使われているという噂があるが、2017年7月現在ではキャリーオーバーを除きJAS法や品質表示基準によって植物性たん白質の使用しか認められておらず、髪の毛のような動物性たん白質の使用は禁止されている。また、2017年7月現在の日本において、仮に毛髪由来のアミノ酸を原料として醤油を作った場合、法的にそれを「しょうゆ」と呼ぶことはできない。コスト面においては、毛髪収集に必要なコストは大半が人件費であり、脱脂加工大豆の購入価格がそれよりも大幅に安いため、毛髪からアミノ酸を生産するのは非経済的である。また、味も非常に悪いため、素人が興味本位で作ることはあっても、一般に出回ることはまず考えられない。なお、中国では一部業者によりアミノ酸の基準量を満たす目的で人毛由来のアミノ酸を添加した醤油が製造されているとの報道が2004年1月にあったため、中国政府によって人毛を原料とする醤油の製造が禁じられた。
飲めば兵隊に取られない
かつて徴兵制度が実施されていた時代に、検査の前日に大量の醤油を飲むことによって体調を崩し不合格となるといったことが、兵役を逃れる目的で実際に行われていたとされる。醤油は高濃度の塩分を含む液体のため、一時に大量を摂取すれば腎機能や肝機能の検査値に異常をきたすことは確実だが、こうした無茶な行為によって不可逆的な疾病を患ったり、急性症状によって死に至る例もあったと伝えられている。徴兵制度導入初期には免役率が80 %以上と高く、徴兵される場合のほうが不運と考えられたため、このような徴兵逃れ行為が横行したが、その後の改訂で国民皆兵が義務づけられ免役率が下がると、むしろ免役されるほうが不名誉と考えられるようになり、徴兵逃れ行為は下火となった。
醤油を使うとガンになる
昭和40年代に広まっていた俗説。はっきりとした根拠は不明だが、麹菌がアフラトキシンを生産する、という噂が一人歩きしたものに、「大量に醤油を摂取した場合には塩分の過剰摂取による体調不良が起きる」ことが付与されて作られた俗説と考えられる。
大手メーカーの特売品は2週間で醤油の模造品を作っている
本醸造醤油の場合は、混合醸造方式・混合方式を利用することができないため、理論的に2週間では不可能と言ってよい。仕込み開始から2週間、比較的高温で推移させた場合は、麹菌の酵素によりもろみは一応液化するが、微生物による発酵過程を経ないため、香りは立たず、色は黒く、歩留まりは悪くなると思われる。また、先に挙げた酵素添加による速醸法を用いることで、1か月程度に醸造期間を短縮することができる。しかし醤油醸造は酵素反応で原料が分解されれば終了という単純なものではなく、広く使われてはいない。農林水産省のウェブサイトによると、日本生産の8割を占める本醸造醤油は寝かせる期間だけでも6 - 8か月である。
英語のSoyの語源は薩摩弁である
幕末期に薩摩藩が輸出していたこと、薩英戦争後にイギリスと急接近したこと、1867年のパリ万博に出展したことなどから、英語のsoyの語源は当時の薩摩弁で醤油を指す「そい」であるという俗説がある。しかし、カリブの海賊であったウィリアム・ダンピアが1688年に太平洋を航海した時の記録には、すでにsoyという単語が使われている。また、パリ万博で賞を取ったのは、幕府側代表だった水戸藩の領内で作られたものである。

## 醤油に関する言葉
さしすせそ (調味料)
味付けの基本となる5種類の調味料を意味する語呂合わせ。4番目の「せ」が「せうゆ」、つまり醤油を意味する。
打醤油
「醤油を買う」という意味の中国語だが、2008年以降は中国語圏で「自分とは関係無い」という意味のインターネットスラングとなっている。

## 博物館等施設
- 湯浅 - 重要伝統的建造物群保存地区。
  - 醤油資料館、麹資料館
- 醤の郷 - 香川県小豆郡小豆島町に所在する、近代以前の醤油蔵建築が日本で最も集積する地域
  - マルキン醤油記念館
- うすくち龍野醤油資料館
- ものしりしょうゆ館 - キッコーマンが野田工場内に開設